# The Idolm@ster
The Idolm@ster ist eine Raising Sim die als Arcade- und Konsolenspiel erschien. Erstveröffentlicht wurde das Spiel als Arcade von Namco (heute Namco Bandai Games) am 26. Juli 2005. Für die Xbox 360 wurde es erstmals am 25. Januar 2007 veröffentlicht. Das Spiel verfolgt die Karriere eines Produzenten, der für das fiktive Studio 765 Production arbeitet und sich dabei mit einer Gruppe jüngerer Frauen auseinandersetzen muss, um sie zu Pop-Idolen werden zu lassen, wobei er sich besonders auf eine der Figuren konzentrieren kann.
Im Zuge des Erfolgs des Computerspiels gab es die Adaptionen The Idolm@ster SP für die PSP und The Idolm@ster: Dearly Stars für das Nintendo DS, sowie die Fortsetzungen The Idolm@ster: Live For You! und The Idolm@ster 2. 2017 erschien zudem die südkoreanische Fernsehserie The Idolm@ster.KR.

## Spielmechanik

### Spielbeginn
Zunächst muss der Spieler seinen eigenen Namen eingeben und sich eine weibliche Hauptfigur aussuchen, die zu einem Idol werden soll. Dabei hat der Spieler die Wahl zwischen neun (eigentlich zehn, da es ein Zwillingspaar gibt) Charakteren, worunter sich auch die klassischen Archetypen finden, wie etwa ein Tomboy, eine Dojikko, eine Tsundere, ein extremer Angsthase und so weiter. Diese Eigenschaften werden in verschiedenen Statistiken festgehalten, sodass jede Figur eine unterschiedliche Ausgangssituation und Bedürfnisse zur Verbesserung hat.
Nach der Auswahl wird der Spieler der Figur seiner Wahl näher vorgestellt, wobei er die richtigen Fragen und Antworten wählen muss, um die Schwächen seiner neuen Herausforderung zu finden und sich damit bei ihr möglichst beliebt zu machen. Anschließend muss das angehende Idol verschiedene „Unterrichtsstunden“ nehmen, die als eine Reihe von Minispielen absolviert werden. So muss die Figur beispielsweise so gesteuert werden, dass sie beim Posing stets in die richtige Kamera schaut oder beim Gesangsunterricht die richtige Tonhöhe und den richtigen Takt trifft. Bei Arcade erfolgt die Eingabe dabei über den Touchscreen, während auf der Konsolenfassung in etwas vereinfachter Form der Controller herhalten muss. Ziel dieser Spiele ist es, die Statuspunkte der Hauptfigur durch das Training zu verbessern, wobei natürlich gute Resultate in den Spielen auch einen größeren Einfluss auf die Statistik haben.
Nach Abschluss dieser Phase hat der Spieler die Möglichkeit, seine Beziehung mit dem Mädchen zu verbessern. So muss der Spieler erneut in einer Konversation mit dem Mädchen die richtigen Antworten – den richtigen Umgangston – finden. Während bei gut gewählten Antworten Fanfaren gespielt werden, sieht der Spieler sich bei schlechten den Flüchen oder dem Verstummen der in 3D animierten Protagonistin mit typischen Stilelementen von Manga und Anime ausgesetzt. Damit endet der erste virtuelle Tag und der Spieler beginnt mit dem eigentlichen Spielverlauf/Kreislauf, der ebenfalls in Tage gegliedert ist.

### Täglicher Verlauf

#### Vorbereitung
Die erste Phase eines jeden weiteren Tages ist optional und gibt dem Spieler die Möglichkeit, an dem Image seines Idols zu arbeiten. So kann man dort aus einer Liste einen von zehn Titeln aussuchen, den sie singen soll, oder ihr Kostüm anpassen. Die Kostüme gliedern sich dabei in drei verschiedene Arten. So gibt es niedliche (kindlich, weiblich), aufreißerische (cool, sexy) und ausgefallene (lustige) Kleidungsstücke. Erstere besitzen zahlreiche Dekorationselemente wie Rüschen, zweitere zeigen teils die Unterwäsche oder sind eng anliegend. Letztere Gattung ist etwas zufällig gemischt und reicht von überdimensionalen Herzen bis hin zu blinkenden Lichtern, die die Figuren wie einen Weihnachtsbaum erscheinen lassen. Darüber hinaus können die Figuren aber auch noch mit zusätzlichen Accessoires ausgestattet werden. Diese reichen von den obligatorischen Katzen- oder Hasenohren bis hin zur Kuhglocke die um den Hals getragen wird. Obwohl diese Phase des Spiels optional ist, besitzt sie dennoch eine Bedeutung. Die Wahl der Kleidung beeinflusst nämlich die Statistiken, wodurch sich wesentlich bessere Werte erzielen lassen.
Ab diesen Punkt hat der Spieler die Wahl, sein Idol entweder zu trainieren oder sie an einem Casting teilnehmen zu lassen. So gibt es fünf verschiedene Übungen, die als Minispiel umgesetzt sind. In einem geht es darum, die Sprache zu verbessern, indem vorgegebene Silben und Worte in die korrekte Reihenfolge gebracht werden. Das zweite widmet sich dem Gesang und entspricht einem Rhythmusspiel, bei dem die auf dem Display angezeigten Schaltflächen zu den entsprechenden Noten gedrückt werden müssen. Sehr ähnlich verhält sich das dem reinen Rhythmus gewidmete dritte Minispiel. Hier muss zwar nicht die richtige Tonlage getroffen werden, jedoch ist die Anforderung, im richtigen Takt zu bleiben, höher. Im vierten Minispiel wird das Tanzen trainiert. Es ist am ehesten mit dem Öffnen von Schlössern in Rollenspielen zu vergleichen. Dazu müssen die angezeigten Tanzschritte mit einer Vorgabe abgeglichen werden, wobei sich die gezeigten Schritte gegenseitig beeinflussen und es geplantes Vorgehen erfordert. Das letzte Spiel dieser Art soll die Ausdruckskraft verbessern. Hier ist es das Ziel, die richtige Emotion zu dem gerade gespielten Musikstück und dessen Text zu wählen. Verkompliziert wird die Angelegenheit dadurch, dass die auszuwählenden Emotionen über den Bildschirm fliegen.

#### Wettbewerb
Der essentielle Teil von The Idolm@ster ist jedoch die Teilnahme an den Castings, wodurch das Idol neue Fans bekommen und auch in der Rangliste der Idole aufsteigen kann. Hier offenbart sich eine Massively-Multiplayer-Online-Role-Playing-Game-Komponente. Denn jeder Automat ist an ein nationales Netzwerk angeschlossen. Darüber wird nicht nur eine Bestenliste geführt, sondern auch eine Art Fernsehsender, der die besten Auftritte zeigt und vor allem Wettkämpfe gegen andere menschliche Spieler ermöglicht. Dazu steht eine Liste zahlreicher immer wieder aktualisierter Wettbewerbe zur Verfügung, in die man sein Idol (oder auch mit höherem Rang seine Idole) schicken kann. Damit die Wettkämpfe fair ablaufen sind sie auf bestimmte Ränge zugeschnitten, sodass in etwa gleichwertige Teilnehmer gegeneinander antreten.
Bevor es zum eigentlichen Casting kommt, werden die Rivalen und ihr Idol (oder ihre Idole) vorgestellt. Dabei ist unter anderem ersichtlich, woher die Mitspieler stammen, und sie können sich auch eine kurze Nachricht zukommen lassen. Sollte der Wettkampfraum nicht vollständig gefüllt sein, so wird er mit zusätzlichen Computergegnern aufgefüllt, was zu den Hochzeiten des Spiels jedoch kaum vorkam. Das Casting selbst ist wiederum eine Reihe von Minispielen. In diesen können vorübergehend die Eigenschaften des Mädchens gesteigert werden und der Spielende versucht, sie an die Erwartungshaltung der Jury anzupassen. Sobald sie auf der Bühne steht, geht es darum, sich von seiner besten Seite zu zeigen und damit Punkte in den Kategorien Optik, Tanz und Gesang zu sammeln. Um das Interesse der Jury auf hohem Level zu halten, kann sie sich ihrer guten Erinnerungen aus den Vorrundenspielen bedienen, um länger auf der Bühne durchzuhalten. Am Ende werden die Punkte miteinander verglichen und die Gewinnerin wird im „Fernsehen“ gezeigt werden.

#### Abschluss des Tages
Der Gewinner kann sich ab diesen Punkt zurücklehnen und den Auftritt seines Mädchens beobachten. Abhängig von ihren Statuspunkten stolpert sie sich ihren Weg über die Bühne, was insbesondere am Anfang keine Seltenheit ist, oder sie glänzt mit einem tadellosen Auftritt mit zahlreichen Variationen, sehr sauber ausgeführten Bewegungen und einem breiten Lächeln im Gesicht. Auf den Auftritt selbst kann der Spieler hier nun keinen Einfluss mehr nehmen. Jedoch besitzt er die Möglichkeit, eine Kamera auszurichten und sich ein Photo als Erinnerung zu machen, das von nun an seinen Account repräsentiert.
Die Verlierer sehen sich hingegen gezwungen, sich um das angeknackste Ego ihres Mädchens zu kümmern. Je nach ausgewählter Figur artet dies in unterschiedliche Kommunikationsformen (weitere Minispiele) aus. Dabei sind Dinge wie eine Massage, Hilfe beim Makeup oder abwischen von Schweiß keine Seltenheit. – Nicht ohne Grund wird Gästen eines Arcades ein Lappen zum Reinigen des Monitors mitgegeben.
Als letzter Akt eines Tages muss der Produzent sich um die Fanpost kümmern, was in gewisser Hinsicht ein Glücksspiel ist. Dies können sowohl Geschenke mit besonderen Boni sein, als auch Briefe von Stalkern, die den Stress des Mädchens in die Höhe schießen lassen. Von hier an wiederholt sich mehr oder weniger der tägliche Versuch, sein Idol ins Rampenlicht zu rücken und an den Statistiken zu feilen.

## Charaktere

### Haruka Amami
天海 春香, Amami Haruka , gesprochen von: Eriko Nakamura
Haruka ist die ausgeglichenste Figur und besitzt weder besondere Stärken noch Schwächen. Sie wird als sechzehn-/siebzehnjähriges Mädchen mit mittellangen rotbraunem Haar beschrieben, das sich für das Singen ebenso begeistern kann wie für die Zubereitung von Süßigkeiten, obwohl sie einen Ruf als eher schlechte Köchin besitzt. Darüber hinaus ist sie schnell zu begeistern und gibt ihr bestes, um ihrem Produzenten zu gefallen. Haruka ist zwar keine echte Dojikko (ein aufrichtiges, aber extrem ungeschicktes Mädchen), dennoch leistet sie sich immer wieder einen Patzer, bei dem sie mindestens einmal am Tag über ‚nichts‘ zu stolpern scheint. Im Spiel wird sie durch eine rote Farbe (Image Color) symbolisiert, bevorzugt aber dennoch eher pinkfarbene Kleidungsstücke. Wie alle Figuren besitzt sie ein paar auf sie zugeschnittene Musikstücke, die sie sich mit Irori teilt. Dies sind: Taiyō no Jealousy, I Want und Watashi wa Idol.

### Chihaya Kisaragi
如月 千早, Kisaragi Chihaya , gesprochen von: Asami Imai
Chihaya besitzt eine große Vorliebe für den Gesang und hat dafür auch die besten Voraussetzungen. Beschrieben wird die fünfzehn-/sechzehnjährige als eine recht starke Persönlichkeit, die jedoch lieber sterben würde, als nicht mehr singen zu können. Entsprechend zeigt sie recht wenig Interesse am Tanzen oder überhaupt ein Idol zu sein. Sie bezeichnet sich daher selbst als ‚Sängerin‘ und versucht, den anderen Aspekten eines Idols aus dem Weg zu gehen. Während ihrer Freizeit hört sie am liebsten klassische Musik und verbringt die meiste Zeit mit sich selbst. Dies verleiht Chihaya, dargestellt mit langem dunkelblauem Haar, einen sehr erwachsenen Eindruck, obwohl sie ihre Schwierigkeiten in der Kommunikation mit anderen Personen hat und von allen Figuren am wenigsten entwickelt ist. Entsprechend ihrer Haarfarbe wird sie auch im Spiel durch Farbe Blau symbolisiert und bevorzugt die Titel Aoi Tori, Me ga Au Toki und Omoide o Arigatō die sie sich mit Miki teilt.